# HD 73526 b
HD 73526b – planeta pozasłoneczna, orbitująca wokół gwiazdy HD 73526. Jest to gazowy olbrzym o masie ok. 2,25 MJ.

## Odkrycie i odległość od macierzystej gwiazdy
Planeta została odkryta w 2002 roku i jest oddalona od swojej macierzystej Gwiazdy o ok. 0,651 Jednostki astronomicznej.